# کاروسیوس
کاروسیوس (انگلیسی: Carausius; (مرگ ۲۹۳) پرسنل نظامی اهل روم باستان بود. او اهل قبیله  مناپی از استان رومی گالیا بلجیکا، بود که غاصب قدرت در امپراتوری روم در سال ۲۸۶، در طول شورش کاروسیوس، خود را امپراتور در بریتانیا (استان روم) و گالیا شمالی (امپریوم بریتانیوم) اعلام کرد. او این کار را تنها ۱۳ سال پس از پایان یافتن امپراتوری گال در سال ۲۷۳ انجام داد. او به مدت هفت سال قدرت را در دست گرفت و نام «امپراتور شمال» را برای آن نامگذاری کرد و سرانجام توسط وزیر دارایی اش آلکتوس ترور شد.
این وضعیت تا سال ۲۹۳ ادامه یافت، زمانی که کنستانتیوس کلروس (کنستانسیوس یکم)، سزار غربی کنونی، به داخل گال لشکر کشید و منطقه غصب شده را برای امپراتوری روم پس گرفت.